# アレクサンドルーポリ
アレクサンドルーポリ（Αλεξανδρούπολη / Alexandroupoli）は、ギリシャの西トラキア地方の都市である。現在は東マケドニア・トラキア地方に属する基礎自治体（ディモス）のひとつであり、エヴロス県の県都である。

## 名称
アレクサンドルーポリは、ラテン語形でアレクサンドロポリス（Alexandropolis）とも称されるが、この地名はこの都市がギリシャ王国領になったのちの1920年、国王アレクサンドロス1世にちなんで名づけられた、比較的新しいものである。
トルコ語やブルガリア語ではデデアーチ（トルコ語: Dedeağaç ; ブルガリア語: Дедеагач / Dedeagach）と呼ばれる。

## 地理
アレクサンドルーポリは、エヴロス川のデルタ地帯の約14.5km西に位置し、トルコとの国境から約40kmの都市である。また約300km離れたテッサロニキとは新しく建設されたエグナティア高速道路で結ばれ、アテネからは約750km離れている。
郊外には漁村が存在し、西にはマクリ、ディケラ、東にはアンテイア、アリスティノ、アイッシミ、キルカスといった村がある。人口は2001年の国勢調査によると、主要部では48,885人、地方部では52,720人であり、アレクサンドルーポリ都市圏の人口は、約7万人であろうと見積もられている。この都市圏はエヴロス県の南西部に位置し、東西に約40kmと細長い形であり、面積は642.245km²でギリシア国内で4番目の広さである。アレクサンドルーポリ都市部の他の村は、マクリ（820人）、アヴァス（497人）、シコラキ（309人）、アイッシミ（289人）、ディレカ（288人）。

## 歴史

### 成立
アレクサンドルーポリの歴史は、19世紀に遡る。長い年月、対岸のサモトラキ島からの漁師の着陸地点として利用され、デデアガチ（ギリシア語:Δεδεαγάτς /Dedeagats、トルコ語: Dedeağaç）として知られていた。これは、トルコ語で「デデ(dede)」がおじいさん、「アガチ(ağaç)」が木のことであり、「おじいさんの木」を意味する。この名称は、ある聡明なイスラム僧がその地の木陰で生涯を過ごし、その木の下に葬られたという伝説に由来する。
　その後、オスマン帝国の近代化事業の一環として、オーストリア＝ハンガリーの技術者により、イスタンブールとマケドニア地方の主要都市とを結ぶ鉄道を建設する際、小さな入植地として発達し、やがてデデアガチという漁村となった。

### 露土戦争
デデアガチは、露土戦争（1877-1878）中にロシア帝国軍に占領され、ロシア軍人が入植した。ロシア軍は、軍隊がすばやく移動できるように、町の街道の幅を広くすることに重点を置いて都市計画を行った。この際、街道を平行に敷き、行き止まりを無くしたために、当時のオスマン帝国下の町の特徴である、狭い路地や、石畳の街道、行き止まりといったものはデデアガチでは見られなくなった。デデアガチは、終戦後に再びオスマン帝国の統治下に戻ったが、ロシア軍の一時的な駐在は、アレクサンドルーポリの街道の外観に影響を与え続けた。

### バルカン戦争
デデアガチは、鉄道駅の建設によって、集落から町へと発展し、19世紀の終わりには小規模な交易中心地となったために、パシャの行政管理地域となった。オスマン帝国のデデアガチの支配は、バルカン戦争まで続いた。
　1912年8月にデデアガチの町と鉄道駅が、ギリシアと同盟を組んだブルガリアに占領された。しかし、第一次バルカン戦争ではギリシアとブルガリアは同盟を締結していたが、第二次バルカン戦争では敵対したために、デデアガチは1913年7月11日にギリシアに占領された。ギリシアの占領は短期間に終わり、1913年8月10日のブカレスト条約で、デデアガチは、他の西トラキア地方とともにブルガリアに属することになった。

### 第一次世界大戦
第一次世界大戦で、ブルガリアは同盟国に敗北し、1919年11月27日にヌイイ条約で、西トラキア地方をギリシアに割譲した。しかし、ブルガリアがエーゲ海経由で輸送できるよう、デデアガチ港の使用権は持ち続けた。1920年5月14日には、ブルガリア衛兵からギリシア衛兵への交代が行われた。その後すぐギリシア王アレクサンドロス1世が盛大な祝福の中、デデアガチの町を訪れた。これを祝して、デデアガチはアレクサンドルーポリと改名した。

### 希土戦争
希土戦争（1919年-1922年）でのギリシアの敗北により、ギリシア軍はパンガロス将軍の指揮下で、東トラキア地方からアレクサンドルーポリ地域まで撤退した。ブルガリアはこの機会に、アレクサンドルーポリをブルガリアに割譲するか、どこにも属さない中立地帯にするよう要求したが、どちらもギリシアに拒絶され、国際連盟の支持も得られなかった。
1923年7月24日には、ローザンヌ条約により、西トラキア地方とアレクサンドルーポリはギリシアの支配下にとどまることが確定した。ブルガリアにアレクサンドルーポリ港の使用を許可していた前の協定は失効していたために、ギリシアの首相スティリアノス・ゴナタスは、二国間の関係を向上させるために協定の更新を試みたが、失敗した。

### 第二次世界大戦
第二次世界大戦中、ブルガリアは西トラキア地方を得るために、ナチス・ドイツとの同盟を履行した。アレクサンドルーポリは、1941年から1944年にかけてブルガリアに占領され続けたために、建物は損傷し、人口は減少した。しかし、ギリシア内戦(1946-1949)による被害が最も大きかった。アレクサンドルーポリのギリシア民主軍は少なく、統率がとれていなかったために、結果として、この地域での大きな戦闘は行われなかった。その後の平和により、アレクサンドルーポリは、1951年には16,332人の町であったが、1981年には35,999人の都市へと成長した。

### 近年のアレクサンドルーポリ
2007年7月下旬には、山火事が発生しアレクサンドルーポリ北部のアイッシミが被害を受けた。また、その数日後の8月6日にはマクリ、ディケラ近辺の集落が豪雨による洪水や橋の崩落などの被害を受けた。

## 著名な出身者
- クリソピギ・デベツィ　-　陸上競技選手